# Lancaster County (Pennsylvania)
Lancaster County is een van de 67 county's in de Amerikaanse staat Pennsylvania.
De county heeft een landoppervlakte van 2.458 km² en telt 470.658 inwoners (volkstelling 2000). De hoofdplaats is Lancaster.
Lancaster County kent een grote Amish-gemeenschap en is om die reden een toeristische bestemming.

## Indeling
De volgende kaart toont de indeling van het gebied in townships en gemeenten.

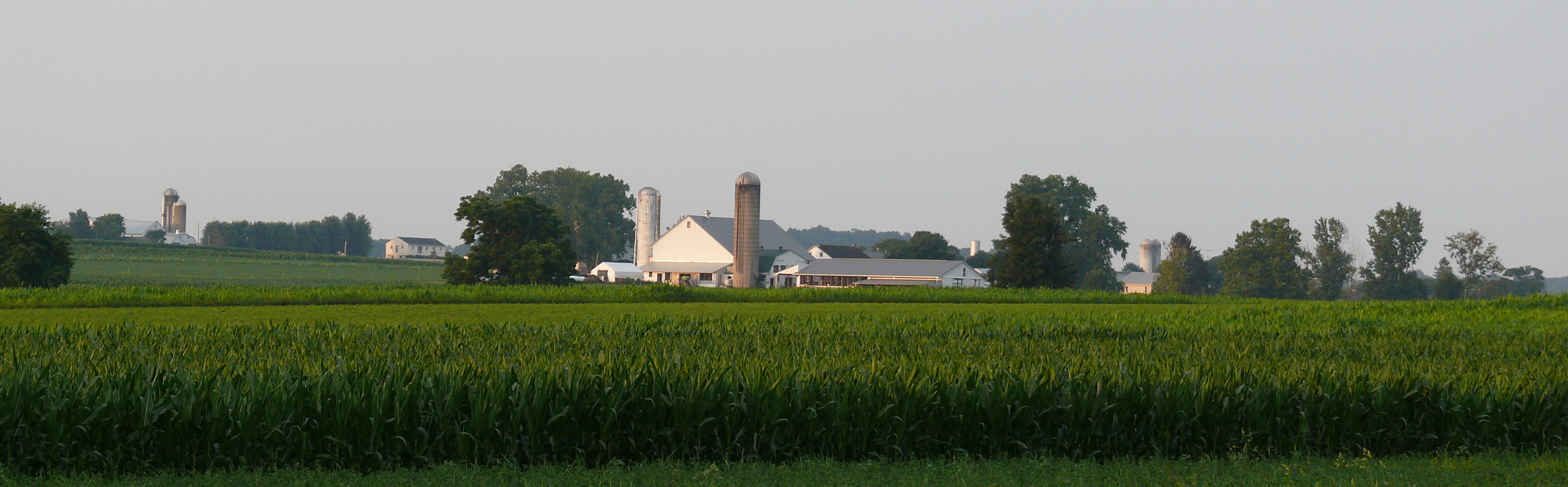
Amish melkveeboerderijen, typerend voor Lancaster County.

Adams County · Allegheny County · Armstrong County · Beaver County · Bedford County · Berks County · Blair County · Bradford County · Bucks County · Butler County · Cambria County · Cameron County · Carbon County · Centre County · Chester County · Clarion County · Clearfield County · Clinton County · Columbia County · Crawford County · Cumberland County · Dauphin County · Delaware County · Elk County · Erie County · Fayette County · Forest County · Franklin County · Fulton County · Greene County · Huntingdon County · Indiana County · Jefferson County · Juniata County · Lackawanna County · Lancaster County · Lawrence County · Lebanon County · Lehigh County · Luzerne County · Lycoming County · McKean County · Mercer County · Mifflin County · Monroe County · Montgomery County · Montour County · Northampton County · Northumberland County · Perry County · Philadelphia County · Pike County · Potter County · Schuylkill County · Snyder County · Somerset County · Sullivan County · Susquehanna County · Tioga County · Union County · Venango County · Warren County · Washington County · Wayne County · Westmoreland County · Wyoming County · York County